# Test (유닉스)
test(테스트)는 유닉스, 플랜 9, 유닉스 계열 운영 체제에서 볼 수 있는 명령 줄 유틸리티의 하나로, 조건식을 평가하는 기능을 한다. test는 1981년 유닉스 시스템 III와 함께 셸 내장 명령어로 전환되었으며 동시에 다른 이름 [로도 이용이 가능해졌다.

## 문법
```
test 
식
```

또는
```
[ 
식
 ]
```

## 예시
1. 파일이 존재하지 않는지 테스트:
```
 
if
 
test
 
!
 
-s
 
"
$1
"

 
then

   
echo
 
$1
 
does
 
not
 
exist
 
or
 
is
 
empty.

 
fi

```

2. 복잡한 비교 수행
```
 
if
 
[
 
"
$#
"
 
-lt
 
2
 
]
 
||
 
!
 
[
 
-e
 
"
$1
"
 
]

 
then

   
exit

 
fi

```

## 같이 보기
- 유닉스 명령어 목록
- 유닉스 셸
- Find (유닉스)